# Meat Is Murder
Albums de The Smiths
Hatful of Hollow
(1984) The Queen Is Dead
(1986)
Meat Is Murder est le deuxième album de The Smiths, sorti en février 1985.
Cet album est plus strident et politique que son prédécesseur, avec le titre éponyme qui prône le végétarisme (Morrissey a interdit aux autres membres du groupe de se faire photographier mangeant de la viande), et deux chansons contre les châtiments corporels (The Headmaster Ritual et Barbarism Begins at Home).
Musicalement, le groupe semble également plus audacieux, Johnny  Marr ajoutant des accents rockabilly à Rusholme Ruffians et Andy Rourke jouant un solo de basse funk sur Barbarism Begins at Home.  
L'album fut précédé par la resortie en single de la face B How Soon Is Now?.
Meat is Murder fut le seul album du groupe à atteindre la première place dans les Charts au Royaume-Uni.
Outre que cet album était plus politique que son prédécesseur, Morrissey apporta une connotation politique à ses interviews, apportant la controverse. Parmi ses cibles, on trouve l'administration Thatcher, la monarchie, le Band Aid...
Le single suivant Shakespeare's Sister (que l'on ne trouve pas sur l'album) ne fut pas un grand succès auprès de la critique et du public, et ce fut également le cas pour l'unique single issu de l'album That Joke Isn't Funny Anymore. 
En septembre 1985, The Boy with the Thorn in His Side, cependant, annonce un meilleur avenir au groupe.
Le magazine Rolling Stone a placé l'album en 295e position de son classement des 500 plus grands albums de tous les temps en 2003, et en 296e position de son classement 2012. Il est cité dans l'ouvrage de référence de  Robert Dimery Les 1001 albums qu'il faut avoir écoutés dans sa vie.

## Photo de couverture de l'album
La photo illustrant l'album est tirée du documentaire d'Emile de Antonio Vietnam, année du Cochon (1968). L'inscription originale sur le casque du soldat est : « Make War Not Love » ("Faites la guerre, pas l'amour").

## Liste des titres
Toutes les chansons sont cosignées Morrissey/Marr.
Face A
1. The Headmaster Ritual (4:52)
2. Rusholme Ruffians (4:20)
3. I Want the One I Can't Have (3:14)
4. What She Said (2:42)
5. That Joke Isn't Funny Anymore (4:59)

Face B
1. How Soon Is Now? (6:46) (seulement dans certaines éditions)
2. Nowhere Fast (2:37)
3. Well I Wonder (4:00)
4. Barbarism Begins at Home (6:57)
5. Meat Is Murder (6:06)